# Filialkirche Untervellach

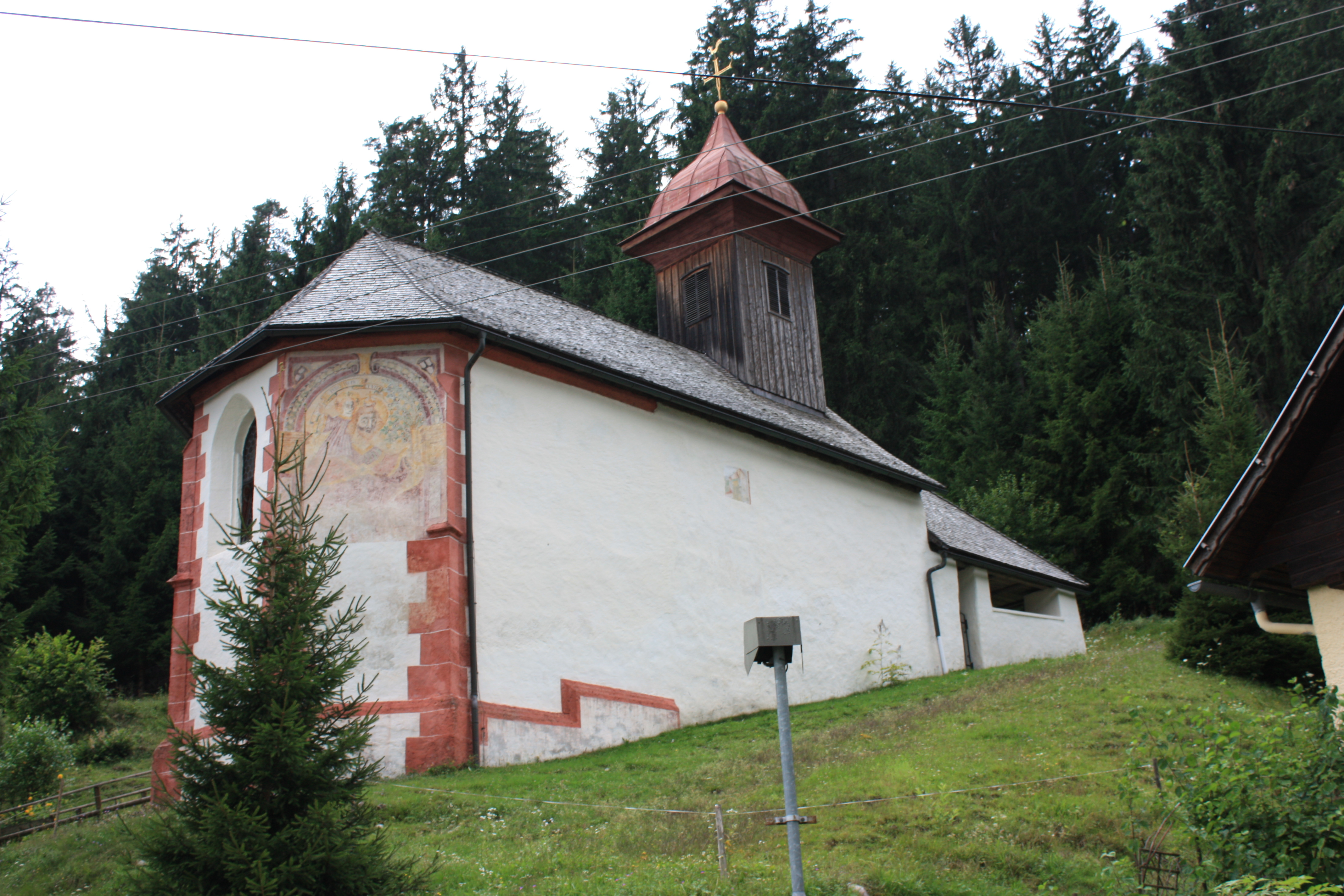

Die Filialkirche Untervellach steht erhöht am Südrand von Untervellach in der Gemeinde Hermagor. Die der heiligen Maria Magdalena geweihte Kirche gehört zur römisch-katholischen Pfarre Hermagor. Eine Kirche in Untervellach wurde erstmals 1331 genannt.

## Baubeschreibung
Der kleine spätgotische Bau wurde laut Inschrift am Chorgewölbe 1502 erbaut. Das Langhaus und der Chor mit einem Dreiachtelschluss bilden einen einheitlichen Baukörper. Den Chorschluss stützen dreikantige, einfach abgetreppte Strebepfeiler. An den Außenwänden befinden sich zwei Fresken des heiligen Christophorus: ein gotisches an der Nordfassade, das 1988 freigelegt wurde, und an der Nordostseite eines von 1615. Der hölzerne Dachreiter wird von einer Haube aus dem 19. Jahrhundert bekrönt. Eine große Pfeilervorhalle in Schiffbreite schützt das spitzbogige, profilierte Westportal. In der Tür ist ein gotisches Holzschloss erhalten.
Über dem dreijochigen Langhaus und dem zweijochigen Chor ruht ein Netzrippengewölbe mit runden Schlusssteinen auf Runddiensten. Der eingezogene, spitzbogige Triumphbogen ist profiliert.
Die frühbarocke Wandbemalung von 1613 im Chor mit marmorierten Rippen, floralem Dekor in den Gewölben sowie die in Grisaille-Technik aufgeführte Verkündigungsszene und Apostelmedaillons wurde 1994/95 wiederhergestellt.
An der nördlichen und nordöstlichen Chorwand sind die kinderreichen, betenden Stifterfamilien des Hans Lindner, des Christoff Lameder (1613), des Varnul (1614) und des Peter Ordner (1652) in volkstümlichem Stil dargestellt.

## Einrichtung
Der frühbarocke Hochaltar von 1652 besteht aus einer Säulenädikula mit gesprengtem Dreiecksgiebel. Die neobarocke Mittelfigur der heiligen Maria Magdalena schuf Max Domenig. Seitlich stehen die barocken Statuen des heiligen Florian und vermutlich des heiligen Laurentius. Den Aufsatz bildet eine kleinfigurige Kreuzigung mit Maria und Johannes.
Der um 1502 gefertigte Flügelaltar an der südlichen Chorwand ist der ehemalige Hauptaltar. Die ursprünglichen Schreinfiguren der Heiligen Maria Magdalena und Oswald fehlen. An die Schreinrückwand sind drei teppichhaltende Engel gemalt. Die bemalten Flügel des Altares zeigen an der Innenseite eine Pietà sowie die Heiligen Agnes, Barbara, Katharina, Margaretha, Wolfgang und Leonhard. An der Außenseite ist die Verkündigung zu sehen. Auf der Predella sind die Apostel Andreas, Petrus und Paulus dargestellt. Im teilweise erhaltenen Gesprenge steht eine Schnitzfigur des heiligen Oswald aus dem 17. Jahrhundert.
Der Seitenaltar an der nördlichen Langhauswand aus der Mitte des 18. Jahrhunderts mit zwei Leuchter tragenden Engeln trägt eine Marienfigur vom Anfang des 19. Jahrhunderts.
Die Kanzel entstand im ersten Viertel des 18. Jahrhunderts, der Betstuhl an der nördlichen Chorwand im 17. Jahrhundert.